# Edifici de la Ferreteria Margalef
L'Edifici de la Ferreteria Margalef és una obra racionalista de Tortosa inclosa a l'Inventari del Patrimoni Arquitectònic de Catalunya.

## Descripció
Edifici cantoner de planta baixa i cinc pisos, de planta quasi rectangular, ofereix dues façanes i xamfrà. El primer pis és ocupat per un mirador corregut de volum sobresortint i corbat en el xamfrà, sobre el qual s'eleva l'element més característic de l'edifici, que és el mirador de parament corbat situat sobre el xamfrà, ocupant els quatre pisos d'altura amb buits rectangulars formant cada finestral i destacant-se com a element central de l'edifici. Completen les façanes laterals tres balconades sobre cada façana, amb tres buits cadascuna als pisos superiors. Es obra arrebossada i pintada. Cobert de terrat.